# Edomia
Edomia es un género de foraminífero bentónico de la subfamilia Praerhapydionininae, de la familia Soritidae, de la superfamilia Soritoidea, del suborden Miliolina y del orden Miliolida. Su especie tipo es Edomia reicheli. Su rango cronoestratigráfico abarca desde el Cenomaniense hasta el Turoniense (Cretácico superior).

## Clasificación
Edomia incluye a las siguientes especies:
- Edomia reicheli